# Змєйка (Нижньогородська область)
Змєйка (рос. Змейка) — присілок в Виксинському міському окрузі Нижньогородської області Російської Федерації.
Населення становить 257 осіб. Входить до складу муніципального утворення Міський округ місто Викса.

## Історія
Раніше населений пункт належав до ліквідованого 2011 року Виксинського району. До 2011 року входило до складу муніципального утворення Туртапінська сільрада.

## Населення
| 1859 | 1905 | 1999 | 2002 | 2010 |
| ---- | ---- | ---- | ---- | ---- |
| 253  | ↗506 | ↘175 | →175 | ↗257 |